# Долгов Григорій Степанович
Григо́рій Степа́нович Долго́в-Куніс  (1890—1957) — російський та радянський український актор. Заслужений артист УРСР (1934).

## Життєпис
Закінчив Музично-драматичну школу ім. М. Лисенка у Києві.
Від 1909 року — артист театрів Ростова-на-Дону, Могильова, Москви, Києва, Одеси, Вінниці.
1926 — актор Саратовського театру драми.
1926—1957 — актор Київського театру ім. Лесі Українки.
Пішов з життя 1957 року. Похований на Лук'янівському кладовищі.

## Ролі
- Башкін («Єгор Буличов та інші» М. Горького)
- Боцман («Оптимістична трагедія» В. Вишневського)
- Нещепа («Пісня про чорноморців» Б. Лавреньова)

## Фільмографія
- 1932 — «Разом з батьками», вчитель
- 1933 — «Негр із Шеридана», суддя
- 1935 — «Дивний сад», ексцентрик в цирку
- 1936 — «Одного разу влітку», завідувач клубу
- 1939 — «Вершники», шпигун Гурковський
- 1940 — «Травнева ніч», писар
- 1940 — «П'ятий океан»
- 1942 — «Рукавички» (к/м), споглядач
- 1945 — «Нескорені», Пєтушков
- 1955 — «Нестерка», епізод